# Eboli (film)
Eboli (titlul original: în italiană Cristo si è fermato a Eboli) este un film dramatic de coproducție italo-francez, realizat în 1979 de regizorul Francesco Rosi, după romanul Cristos s-a opit la Eboli al scriitorului Carlo Levi, protagoniști fiind actorii Gian Maria Volonté, Lea Massari, Alain Cuny și Irene Papas.
Inspirat din romanul autobiografic al lui Carlo Levi, acest film povestește doi ani din viața unui medic și scriitor din Torino care, ca oponent al statului fascist, este exilat în 1935 într-un orășel îndepărtat din sudul Italiei la Aliano, în provincia Basilicata. Aici, el trăiește treptat viața ciudată, arhaică și mizerabilă a locului.

## Rezumat
Carlo Levi este un pictor, scriitor și medic care, în 1935, pentru ideologia sa antifascistă, a fost condamnat la exil la Aliano, în Lucania. Aliano este o localitate pierdută, săracă, unde Hristos nu a venit niciodată să-i aducă mântuirea. Inițial în dificultate, intră apoi în contact cu o seamă de persoane cum era protopopul, om erudit dar cu obiceiul de a bea, carabinierul îmbogățit pe spatele țăranilor, Giulia, servitoarea, și primarul, om cult și susținător al lui Benito Mussolini.
Lumea de aici este primitivă, plină de superstiții. Levi intră în contact cu țăranii, pe care nu îi judecă, ci îi înțelege, și le ține partea, ajungând să le fie doctor în locul medicilor locali, în ciuda faptului că fiind licențiat în medicină, nu a exercitat niciodată profesia.
În acest colț țară înapoiat, în care un pic de ploaie este suficient să facă ca totul să se prăbușească, în care cei plecați în America s-au întors biruiți de melancolie, discursurile lui Mussolini răsună, iar retorica patriei pare singura cale de ieșire dintr-o viață de privații și sărăcie pentru tinerii care se oferă voluntari pentru războiul din Abisinia, sperând să obțină niște pământ. Există însă și cei care se întreabă de ce guvernul ar trebui să cheltuiască bani pe războaie în loc să îmbunătățească condițiile de viață ale țării.
Odată cu succesele militare din Africa vine și amnistia, și prin urmare momentul în care Levi este eliberat și poate să se întoarcă la Torino. Filmul se încheie cu gândurile lui Levi care își amintește cu tristețe de țăranii lucani cu care s-a împrietenit.

## Distribuție
- Gian Maria Volonté – Carlo Levi
- Lea Massari – Luisa Levi
- Alain Cuny – Barone Rotundo
- Irene Papas – Giulia
- Carmelo Lauria – Carmelino
- Paolo Bonacelli – Podestà
- François Simon – Don Traiella
- Francesco Callari – Dr. Gibilisco
- Antonio Allocca – Don Cosimino
- Giuseppe Persia – colectorul de taxe
- Tommaso Polgar – „sanaporcelle”
- Vincenzo Vitale – Dr. Milillo
- Luigi Infantino – automobilistul
- Niccolò Accursio Di Leo – Falegname
- Frank Raviele – brigadierul
- Maria Antonia Capotorto – donna Caterina
- Lidia Bavusi – văduva
- Muzzi Loffredo – bărbatul care cânta în tavernă

## Producție
Filmările s-au desfășurat aproape în întregime în Basilicata: în satele Craco, Guardia Perticara, Aliano și în cătunul La Martella. Alte scene au fost filmate în municipiile  Pugliesi din Gravina in Puglia și Santeramo în Colle. 

## Premii și nominalizări
- 1979 Chicago International Film Festival – nominalzare la Gold Hugo[2]
- 1979 David di Donatello – Cel mai bun film și Cel mai bun regizor[3]
- 1979 Golden Prize al Festivalului de la Moscova[4]
- 1979 Nastro d'argento – Cea mai bună actriță în rol secundar (Lea Massari)[5]
- 1980 National Board of Review – Cel mai bun film străin[6]
- 1983 BAFTA – Cel mai bun film într-o limbă străină[7]

## Literatură
- Levi, Carlo, Cristos s-a opit la Eboli, tradus de Mia Constantinescu, București, 1956: Editura pentru Literatură Universală, p. 258 pag.;